# Vụ tự thiêu tại quảng trường Thiên An Môn
Vụ tự thiêu tại quảng trường Thiên An Môn (tiếng Trung: 天安门自焚事件)  diễn ra vào đêm giao thừa ngày 23 tháng 1 năm 2001, ngay trước thềm Tết Âm lịch tại trung tâm thủ đô Bắc Kinh. Theo các nguồn tin từ chính phủ Trung Quốc, có năm thành viên của giáo phái Pháp Luân Công (phong trào tôn giáo đang bị cấm tại Trung Quốc đại lục) đã tự thiêu tại quảng trường. Nguồn tin từ Pháp Luân Công đã phản bác những mô tả này và khẳng định rằng giáo lý của họ nghiêm cấm hành vi tự sát và sát sanh. Một số nhà báo khẳng định rằng các vụ tự thiêu đã được sắp đặt từ trước.
Theo nguồn tin chính phủ Trung Quốc, một nhóm gồm bảy người đã đến Bắc Kinh từ tỉnh Hà Nam, trong đó có năm người đã tự thiêu tại Quảng trường Thiên An Môn. Sự kiện này được các phương tiện truyền thông Trung Quốc sử dụng để chứng minh rằng Pháp Luân Công là một mối đe dọa, đồng thời là cơ sở để hợp pháp hóa cuộc đàn áp tổ chức này do chính phủ tiến hành.
Hai tuần sau vụ tự thiêu, tờ The Washington Post  đã tiến hành điều tra danh tính của hai nạn nhân và phát hiện rằng "không ai từng thấy [họ] tập Pháp Luân Công".
Theo tổ chức Theo dõi Nhân quyền (HRW): "sự kiện này là một thách thức lớn cho các phóng viên tại Bắc Kinh vào thời điểm đó khi cố gắng đưa tin" do thiếu nguồn thông tin độc lập. Các cá nhân liên quan đến vụ tự thiêu chỉ được phép tiếp xúc với các phóng viên từ báo chí nhà nước Trung Quốc; trong khi đó báo chí quốc tế và thậm chí cả thành viên trong gia đình nạn nhân đều bị cấm liên lạc với họ. Đã có nhiều quan điểm và giả thuyết về vụ việc này: sự kiện có thể đã được chính phủ dàn dựng để vu khống Pháp Luân Công; sự kiện này (có thể) là một vụ biểu tình đích thực; người tự thiêu có thể là "những người mới gia nhập Pháp Luân Công hoặc chưa được đào tạo bài bản"; và nhiều quan điểm khác.
Sự kiện tự thiêu đã mở màn cho chiến dịch tuyên truyền của chính phủ Trung Quốc, làm giảm sự đồng cảm của công chúng đối với Pháp Luân Công. Theo tạp chí Time, trước đây nhiều người Trung Quốc không cảm thấy Pháp Luân Công phải là mối đe dọa, và cho rằng các cuộc đàn áp của chính quyền đã vượt mức cần thiết. Chiến dịch truyền thông chống Pháp Luân Công đã được đẩy mạnh sau vụ tự thiêu. Các hình ảnh, tờ rơi và video được tạo ra để chi tiết hóa những hậu quả tiêu cực (được cho là) của việc thực hành Pháp Luân Công gây nên. Kênh CNN đã so sánh giữa chiến dịch tuyên truyền chống Pháp Luân Công của chính phủ Trung Quốc với các sự kiện chính trị lớn trong lịch sử đại lục, như Chiến tranh Triều Tiên và Cách mạng Văn hóa. Sau khi quan điểm của công chúng đổi chiều, (theo các nguồn tin) chính quyền Trung Quốc đã bắt đầu áp dụng 'bạo lực có hệ thống' để đàn áp Pháp Luân Công." Một năm sau sự kiện trên, tổ chức Freedom House cho biết số người theo đạo Pháp Luân Công bị giam giữ, tra tấn và tử vong trong quá trình bị giam giữ đã gia tăng đáng kể.

## Bối cảnh

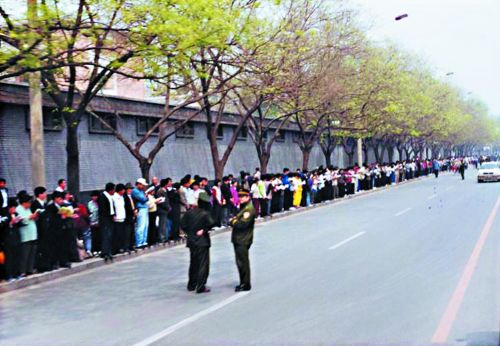
Các học viên Pháp Luân Công biểu tình bên ngoài khu liên hiệp chính phủ Trung Nam Hải vào tháng 4 năm 1999 để yêu cầu chấm dứt việc đàn áp. Không lâu sau đó, cuộc đàn áp quy mô toàn quốc bắt đầu

Pháp Luân Công, hay còn gọi là Pháp Luân Đại Pháp, là một dạng thực hành khí công được xây dựng dựa theo giáo lý truyền thống của Phật giáo và Đạo giáo do Lý Hồng Chí giới thiệu ở phía Đông Bắc Trung Quốc vào mùa xuân năm 1992.  Đến cuối thập niên 1990, giáo phái này đã thu hút hơn chục triệu tín đồ. Trong những năm đầu phát triển, Pháp Luân Công nhận được sự công nhận và hỗ trợ từ chính quyền. Vào giữa thập kỷ 19, nhận ra được sự phát triển nhanh chóng của các phương pháp khí công, chính quyền Trung Quốc đã đặt ra những chế tài chặt chẽ hơn với mục đích kiểm soát sự phát triển của các giáo phái khí công trong nước. Từ năm 1996, cơ quan an ninh quốc gia đã tăng cường việc giám sát và chỉ trích  Pháp Luân Công.
Ngày 25 tháng 4 năm 1999, hơn mười nghìn tín đồ đã tụ tập trước trụ sở Đảng Cộng sản Trung Quốc tại Trung Nam Hải để yêu cầu được công nhận hợp pháp. Vào tối cùng ngày, Tổng bí thư Giang Trạch Dân đã ban hành quyết định loại bỏ Pháp Luân Công. Ngày 7 tháng 6 năm 1999, một cơ quan chuyên trách được thành lập trong nội bộ Ủy ban Trung ương Đảng để chịu trách nhiệm việc đàn áp Pháp Luân Công Tổ chức 'Phòng 610' được thành lập, đảm nhận vai trò điều phối việc phủ sóng truyền thông chống Pháp Luân Công trên báo chí nhà nước, đồng thời tác động đến các cơ quan khác của chính phủ như tòa án và các cơ quan an ninh. Ngày 19 tháng 7, Ủy ban Trung ương Đảng Cộng sản đã ban hành văn bản nghiêm cấm việc thực hành Pháp Luân Công.
Cuộc đàn áp sau đó được gọi là "chiến dịch tuyên truyền quy mô lớn" với mục đích biện minh cho việc đàn áp, bằng cách khắc họa hình ảnh Pháp Luân Công là một học thuyết mê tín, nguy hiểm và không phù hợp với tư tưởng chính thống. Hàng chục nghìn tín đồ Pháp Luân Công đã bị bỏ tù. Đến năm 1999, những báo cáo về việc bị tra tấn trong thời gian bị giam giữ bắt đầu được công bố. Theo Ian Johnson, các cơ quan chính quyền đã được trao rất nhiều quyền lực để triệt hạ Pháp Luân Công và đẩy mạnh việc thay đổi tín ngưỡng, niềm tin của các tín đồ Pháp Luân Công thông qua các biện pháp gây sức ép, áp lực. Tuy nhiên, các phương thức mà các cơ quan này sử dụng lại không bị kiểm duyệt. Điều này đã dẫn tới việc tra tấn trở thành phương pháp thường xuyên được sử dụng, đôi khi gây ra tử vong.
Quảng trường Thiên An Môn là một trong những địa điểm chính nơi các tín đồ Pháp Luân Công tụ tập để phản đối cuộc đàn áp.Theo ước tính của Ian Johnson - phóng viên tờ Wall Street Journal, ngày 25 tháng 4 năm 2000, đã có hơn 30.000 tín đồ Pháp Luân Công bị bắt giữ do tham gia biểu tình tại Bắc Kinh,  đa số họ bị bắt giữ tại quảng trường Thiên An Môn hoặc trên đường đến. Ngày 1 tháng 1 năm 2001, 700 tín đồ Pháp Luân Công đã bị bắt giữ trong cuộc biểu tình tại quảng trường.
Trong những năm đầu của cuộc đàn áp, chính quyền Trung Quốc đã gặp nhiều khó khăn trong việc cố gắng thay đổi quan điểm của công chúng về Pháp Luân Công. Chiến dịch này đã chịu sự chỉ trích từ nhiều thành phần khác nhau trong xã hội Trung Quốc; thậm chí một số nhà phê bình đã đưa ra so sánh giữa cuộc đàn áp này với Cách mạng Văn hóa và cách mà Đức Quốc xã đã đối xử với người Do Thái. Vào cuối năm 2000, báo chí nhà nước Trung Quốc xác nhận tín đồ Pháp Luân Câm vẫn tổ chức các cuộc biểu tình phản đối lệnh cấm, và tuyên bố rằng 'đại nhân dân' cần phải nhận thức được 'khoảng thời gian, độ phức tạp và tính quyết liệt của cuộc chiến chống lại Pháp Luân Công của chúng ta." Vào tháng 1 năm 2000, chính quyền Trung Quốc đã triển khai một đợt tuyên truyền mới nhằm chỉ trích Pháp Luân Công, trong đó họ đề nghị các tổ chức truyền thông thuộc nhà nước lên án giáo phái này.

## Sự việc
Ngày 23 tháng 1 năm 2001, đêm giao thừa Tết Nguyên Đán, có năm người đã tự đổ xăng lên quần áo và tự thiêu tại quảng trường Thiên An Môn.
Đoàn làm phim của CNN đã ghi nhận được hình ảnh một người đàn ông ngồi trên vỉa hè phía Đông Bắc của Đài Tưởng Niệm Anh Hùng Nhân dân tại trung tâm quảng trường. Người đàn ông này sau đó tự đổ xăng lên mình và tự thiêu. Cảnh sát nhanh chóng tập trung tại hiện trường và dập tắt lửa. Không lâu sau đó, thêm bốn người khác tại quảng trường cùng tự thiêu. Một người đàn ông trong số họ đã bị cảnh sát bắt giữ và đưa đi bằng xe chở phạm nhân.
CNN đã báo cáo rằng ít nhất 2 trong số 5 người họ là đàn ông và không có trẻ em. Đội ngũ CNN đã cố gắng ghi lại sự kiện từ xa, nhưng nhanh chóng bị quân cảnh ngăn chặn, bắt giữ và tịch thu trang thiết bị. Các cơ quan chức năng sau đó đã dập tắt lửa đang thiêu rụi quần áo của bốn người còn lại. Một xe cảnh sát đã đến để đưa người đàn ông bị bỏng đi;  sau đó tầm 25 phút, hai xe cứu thương đã đến để chở 4 người còn lại. Quảng trường bị phong tỏa hoàn toàn, an ninh được thắt chặt vào ngày hôm sau - ngày lễ quan trọng nhất trong dịp lễ truyền thống của Trung Quốc. Cảnh sát đã giám sát việc công chúng tiếp cận quảng trường trong các hoạt động đón Tết, chuẩn bị sẵn bình cứu hỏa và ngăn những người theo học Pháp Luân Công không được giương biểu ngữ.
Tân Hoa Xã xác định có 7 cá nhân tham gia vụ việc: Vương Tiến Đông (王進東), Lưu Xuân Linh (劉春玲), Lưu Tư Ảnh (劉思影), Trần Quả (陳果), Hác Huệ Quân (郝惠君);  Lưu Bảo Vinh (劉葆榮) và Lưu Vân Phương (劉雲芳). Theo báo cáo, Lưu Xuân Linh đã tử vong tại hiện trường. Vài tháng sau, truyền thông nhà nước đã thông báo về cái chết của con gái bà - Lưu Tư Ảnh đã được nhập viện với những vết bỏng nặng sau sự cố. Ba người khác được báo cáo đã bị "bị biến dạng nặng nề". Bắc Kinh đã từ chối yêu cầu từ các nhà báo phương Tây để phỏng vấn những người sống sót, và chỉ đài Truyền hình Trung ương Trung Quốc và Tân Hoa Xã chính thức được phép tiếp xúc với người thân hoặc đồng nghiệp của nạn nhân.

## Báo cáo của truyền thông Trung Quốc
Hai giờ sau vụ tự thiêu, Tân Hoa Xã đã gửi một bản tin về sự việc cho các phương tiện truyền thông nước ngoài. Bảy ngày sau (thứ Ba, ngày 30 tháng 1) Tân Hoa Xã đã công bố một thông cáo chi tiết hơn để bổ sung thông tin cho các báo cáo về sự cố trên các phương tiện truyền thông. Ngày 31 tháng 1, một tập đặc biệt kéo dài 30 phút của chương trình thời sự Forum đã trình bày vụ việc cho công chúng theo quan điểm của nhà nước. Đài truyền hình Trung ương Trung Quốc đã phát sóng những đoạn phim trích từ các camera giám sát gần đó, ghi lại cảnh tượng năm người đang bốc hỏa.
Các cơ quan chức năng Trung Quốc tuyên bố rằng bảy người có ý định tự thiêu tại Quảng trường Thiên An Môn đều đến từ thành phố Khải Phong, tỉnh Hà Nam. Cơ quan thông tấn Tân Hoa Xã tuyên bố những người tự thiêu là những tín đồ Pháp Luân Công từ năm 1994-1997, và họ đã tưởng tượng về "niềm hạnh phúc khi bước chân vào thiên đàng" trong tuần trước. Ngày 16 tháng 1, sáu người trong nhóm đã lên tàu đến Bắc Kinh, nơi họ gặp Trần Quả - con gái của một thành viên trong nhóm. Bảy người đã quyết định tự thiêu ở các địa điểm riêng biệt trên Quảng trường vào lúc 2 giờ 30 chiều vào một ngày định trước, dùng xăng được giấu trong các chai soda nhựa. Mỗi người đều được chuẩn bị hai bật lửa, phòng trường hợp một chiếc không hoạt động. Theo trang web Hội nghiên cứu tôn giáo do chính phủ Trung Quốc quản lý: Vương Tiến Đông đã tiết lộ rằng nhóm của ông đã sử dụng hai chiếc taxi để đến Quảng trường Thiên An Môn, đỗ ở phía nam của Đại lễ đường, sau đó đi bộ đến nơi đã lên kế hoạch tự thiêu. Vương Tiến Đông cho biết, khi anh đang mở chai nước ngọt chứa xăng, cảnh sát đã tiếp cận anh. Trong tình huống đó, anh đã vội vã tự thiêu mình mà không ngồi vào tư thế hoa sen.  Trong một thông cáo báo chí, chính phủ Trung Quốc cho biết Lưu Vân Phương cảm thấy anh không thể tự thiêu được vì chưa đạt đủ "trình độ tinh thần cần thiết".
Các bài báo trên tờ Dương Thành vãn báo và Nam Phương nhật báo đã đưa tin rằng, cảnh sát đã tìm thấy bằng chứng cho thấy một số phóng viên nước ngoài biết trước về vụ việc. Bài báo chỉ ra rằng những phóng viên này có thể bị buộc tội "kích động và tiếp tay cho hành vi tự tử". Truyền thông nhà nước đã công bố đoạn video giám sát, cho thấy sáu hoặc bảy phóng viên từ CNN, Associated Press và Agence France-Presse xuất hiện tại hiện trường chỉ 10 phút trước khi vụ tự thiêu diễn ra; tuy nhiên cả ba tổ chức đã bác bỏ cáo buộc này — AP và AFP khẳng định không có phóng viên nào của họ ở quảng trường vào thời điểm đó, Trong khi đó, Eason Jordan - trưởng ban tin tức của CNN, khẳng định rằng đội ngũ của CNN đến quảng trường chỉ để cập nhật thông tin định kỳ, không liên quan đến cuộc biểu tình của Pháp Luân Công.

## Phản hồi từ Pháp Luân Công
Ngay sau vụ tự thiêu, Trung tâm Thông tin Pháp Luân Đại Pháp đã  phủ nhận khả năng những người tự thiêu là tín đồ Pháp Luân Công. Họ nhấn mạnh rằng giáo lý Pháp Luân Công nghiêm cấm hành vi bạo lực nào và xem việc tự tử là một tội lỗi nghiêm trọng.
Các nguồn tin Pháp Luân Công ở nước ngoài đã đặt ra nghi vấn về bản tường trình chính thức của chính phủ Trung Quốc về vụ việc Những điểm không nhất quán trong câu chuyện của chính phủ đã tạo ra giả thuyết rằng vụ tự thiêu có thể đã được chính phủ dàn dựng, nhằm biện minh cho việc đàn áp Pháp Luân Công bằng cách khắc họa hình ảnh những người theo giáo phái này là "không bình thường" và có xu hướng tự tử. Theo giả thuyết này, các diễn viên được thuê để tham gia hành động tự thiêu, và (được cho là) lửa sẽ được dập trước khi gây ra thương tích nghiêm trọng.
Đài truyền hình Tân Đường Nhân đã sản xuất một chương trình mang tên Ngụy Hỏa (偽火 - False Fire), trong đó phân tích những mâu thuẫn trong các thông tin về vụ việc từ phía truyền thông chính phủ Trung Quốc
Dựa vào phân tích hình ảnh từ camera an ninh, chương trình Ngụy Hỏa đưa ra giả thuyết rằng những người tham gia tự thiêu đã sử dụng quần áo và mặt nạ chống cháy, và việc tại sao mái tóc và chai đựng chất lỏng giống xăng lại không bị bắt lửa. Nguồn tin của Pháp Luân Công chỉ ra rằng hành vi, khẩu hiệu và tư thế thiền của những người tự thiêu không phù hợp với giáo lý. Thêm vào đó, phân tích từ camera cho thấy Lưu Tư Ảnh có thể đã tử vong sau cú đánh chí mạng từ người đàn ông mặc áo khoác quân đội. Bộ phim tài liệu 'False Fire'  miêu tả cái chết của cô bé Lưu Tư Ảnh 12 tuổi," trong bối cảnh rất mơ hồ". Mặc dù sức khỏe có chuyển biến tốt nhưng cô đã đột ngột qua đời vào ngày 17 tháng 3. Một số nguồn tin từ Pháp Luân Công cho rằng cô bé có thể đã bị chính phủ sát hại nhằm đảm bảo cô không tiết lộ bất kỳ thông tin nào.
Chương trình chỉ ra rằng cách phản ứng của đoàn làm phim truyền hình nhà nước và cảnh sát cho thấy họ có thể đã biết trước về vụ việc.  Các nhân viên cảnh sát đã ngay lập tức có mặt tại hiện trường với đầy đủ bình dập lửa. Bình dập lửa không phải là trang bị tiêu chuẩn cho cảnh sát tại quảng trường Thiên An Môn; tòa nhà lưu trữ gần nhất lại cách hiện trường vài phút di chuyển.
Tổ chức Thế giới Điều tra Việc Bách hại Pháp Luân Công tiếp tục chỉ ra rằng người tự thiêu và người xuất hiện trong các buổi phỏng vấn trên đài CCTV (cùng tên Vương Tiến Đông) không phải là cùng một người. Tổ chức này đã trích dẫn kết quả phân tích do Phòng thí nghiệm Xử lý Giọng nói của Đại học Quốc lập Đài Loan thực hiện,  và kết luận rằng giọng nói trong hai đoạn phỏng vấn không trùng khớp, tỷ lệ khuôn mặt và đường kẻ tóc cũng có phần khác biệt. Những phát hiện này đã củng cố giả thuyết những người tự thiêu chỉ là những diễn viên.